# Tipula theia
Tipula theia är en tvåvingeart som beskrevs av Mannheims 1963. Tipula theia ingår i släktet Tipula och familjen storharkrankar. Inga underarter finns listade i Catalogue of Life.